# ベルメッツ
ベルメッツ (Belmez) はアメリカ合衆国産のサラブレッドの競走馬。イギリス、アイルランド、日本で走る。1990年のキングジョージ6世&クイーンエリザベスダイヤモンドステークスの勝ち馬。「ベルメス」と表記されることもある。
※文中の馬齢表記は当時日本で採用されていた数え年ではなく、現在採用されている方式で記述する。

## 戦歴
2歳の1989年11月3日にニューマーケット競馬場でのカールスバーグステークス（8ハロン）でデビュー。16頭立ての10番人気ながら勝利を収める。2歳時はこの1戦のみで休養に入り、3歳の初戦は1990年4月21日、ニューベリー競馬場でのバーグクレールステークス（11ハロン）となるが、このレースも勝利。このレースからスティーブ・コーゼン騎手が騎乗する。
重賞初挑戦となったG3チェスターヴァーズ（チェスター競馬場12ハロン65ヤード）ではのちの、エプソムダービー優勝馬クエストフォーフェイムを破って3連勝を達成。エプソムダービーでも有力候補とみなされるが、軽い故障で出走できず、アイリッシュダービー（カラ競馬場12ハロン）に出走。デビュー以来初めて敗れたが、牝馬サルサビルの3着に入線する。
続いてG1キングジョージ6世&クイーンエリザベスダイヤモンドステークス（アスコット競馬場12ハロン）に出走。コーゼンが同じセシル調教師が管理する僚馬・オールドヴィックに騎乗するためマイケル・キネーンが騎乗するが、そのオールドヴィックをクビ差抑えて勝利を収めた。ちなみにこのレースの3着アサティスには柴田政人が騎乗。4着はカコイーシーズ、5着はインザウィングスであった。
続くG2グレートヴォルティジュールステークス（ヨーク競馬場12ハロン）ではコーゼンが再び騎乗し、のちにセントレジャーステークスを制するスナージ (Snurge) を頭差破って優勝する。
大一番凱旋門賞（ロンシャン競馬場12ハロン）はソーマレズの5着に敗れる。
そしてジャパンカップ（東京競馬場2400メートル）に出走。ジャパンカップ史上初のキングジョージ6世&クイーンエリザベスダイヤモンドステークスの勝ち馬出走ということもあって一番人気に支持されるが、ベタールースンアップの7着と敗れ、このレースを最後に現役を引退した。
レーシング・ポストのレイティングでは132ポンドが与えられた。

### 競走成績
8戦5勝
- キングジョージ6世&クイーンエリザベスダイヤモンドステークス (G1)
- グレートヴォルティジュールステークス (G2)
- チェスターヴァーズ (G3)

## 引退後
フランス・ノルマンディーで種牡馬として繋養されるが、産駒はカランバ (Caramba) がイギリスでG2を2勝（ファルマスステークス、ナッソーステークス）、スパニッシュフォールズがフランスのG3ロワイヨモン賞を勝った程度であった。
1999年に死亡している。

## 血統
| ベルメッツの血統      | ベルメッツの血統           | ベルメッツの血統   | （血統表の出典）   | （血統表の出典） |
| 父系                  | ノーザンダンサー系         | ノーザンダンサー系 | ノーザンダンサー系 | [ § 2 ]          |
| 父 El Gran Senor 1981 | 父の父Northern Dancer 1961 | Nearctic           | Nearco             | Nearco           |
| 父 El Gran Senor 1981 | 父の父Northern Dancer 1961 | Nearctic           | Lady Angela        |                  |
| 父 El Gran Senor 1981 | 父の父Northern Dancer 1961 | Natalma            | Native Dancer      | Native Dancer    |
| 父 El Gran Senor 1981 | 父の父Northern Dancer 1961 | Natalma            | Almahmoud          |                  |
| 父 El Gran Senor 1981 | 父の母Sex Appeal 1970      | Buckpasser         | Tom Fool           | Tom Fool         |
| 父 El Gran Senor 1981 | 父の母Sex Appeal 1970      | Buckpasser         | Busanda            |                  |
| 父 El Gran Senor 1981 | 父の母Sex Appeal 1970      | Best in Show       | Traffic Judge      | Traffic Judge    |
| 父 El Gran Senor 1981 | 父の母Sex Appeal 1970      | Best in Show       | Stolen Hour        |                  |
| 母 Grace Note 1982    | 母の父Top Ville 1976       | High Top           | Derring-Do         | Derring-Do       |
| 母 Grace Note 1982    | 母の父Top Ville 1976       | High Top           | Camenae            |                  |
| 母 Grace Note 1982    | 母の父Top Ville 1976       | Segaville          | Charlottesville    | Charlottesville  |
| 母 Grace Note 1982    | 母の父Top Ville 1976       | Segaville          | La Sega            |                  |
| 母 Grace Note 1982    | 母の母Val de Grace 1969    | Val de Loir        | Vieux Manoir       | Vieux Manoir     |
| 母 Grace Note 1982    | 母の母Val de Grace 1969    | Val de Loir        | Vali               |                  |
| 母 Grace Note 1982    | 母の母Val de Grace 1969    | Pearly Queen       | Fast Fox           | Fast Fox         |
| 母 Grace Note 1982    | 母の母Val de Grace 1969    | Pearly Queen       | Seed Pearl         |                  |
| 母系(F-No.)           | (FN:16-b)                  | (FN:16-b)          | (FN:16-b)          | [ § 3 ]          |
| 5代内の近親交配       | アウトブリード             | アウトブリード     | アウトブリード     | [ § 4 ]          |
| 出典                  | 1. 2. 3. 4.                | 1. 2. 3. 4.        | 1. 2. 3. 4.        | 1. 2. 3. 4.      |

- 5代母パールキャップ (Pearl Cap) は1931年の凱旋門賞、プール・デッセ・デ・プーリッシュ（フランス1000ギニー)、ディアヌ賞（フランスオークス）、ヴェルメイユ賞を制した名牝。
- 甥Debussyは2010年のアーリントンミリオンステークス勝ち馬[2]。
- いとこリファリタは1985年のディアヌ賞（フランスオークス）勝ち馬。